# Sarah Bray
Sarah Bray (nombre verdadero Monique Wersant) es una cantante de Luxemburgo, nacida el 9 de septiembre de 1966.
Empezó en la música con 8 años, en un grupo de su pueblo, donde tocaba la trompeta. A los 19 años, empezó a trabajar en un banco luxemburgués. Poco después, conoció a Patrick Hippert, con quien formó el dúo Skara Bray. En 1990, sacaron su primer álbum, llamado New Blue.
En 1991, Sarah representó a Luxemburgo en el Festival de la Canción de Eurovisión, con la canción Un baiser volé (un beso robado). Sarah acabó en la 14ª posición con 29 puntos.